# پابلو تیام
پابلو تیام (انگلیسی: Pablo Thiam؛ زادهٔ ۳ ژانویهٔ ۱۹۷۴) بازیکن فوتبال اهل گینه بود که در پست هافبک بازی می‌کرد.
از باشگاه‌هایی که در آن بازی کرده است می‌توان به باشگاه فوتبال کلن، باشگاه فوتبال وولفسبورگ، باشگاه فوتبال اشتوتگارت، و باشگاه فوتبال بایرن مونیخ اشاره کرد.
وی همچنین در تیم ملی فوتبال گینه بازی کرده است.